# Włodzimierz Smoliński
Włodzimierz Smoliński (ur. 3 stycznia 1938 w Chrostowie Wielkim, zm. 12 kwietnia 2018 w Warszawie) – polski zapaśnik, trener, olimpijczyk z Rzymu.
Specjalista stylu klasycznego. Był mistrzem Polski w:

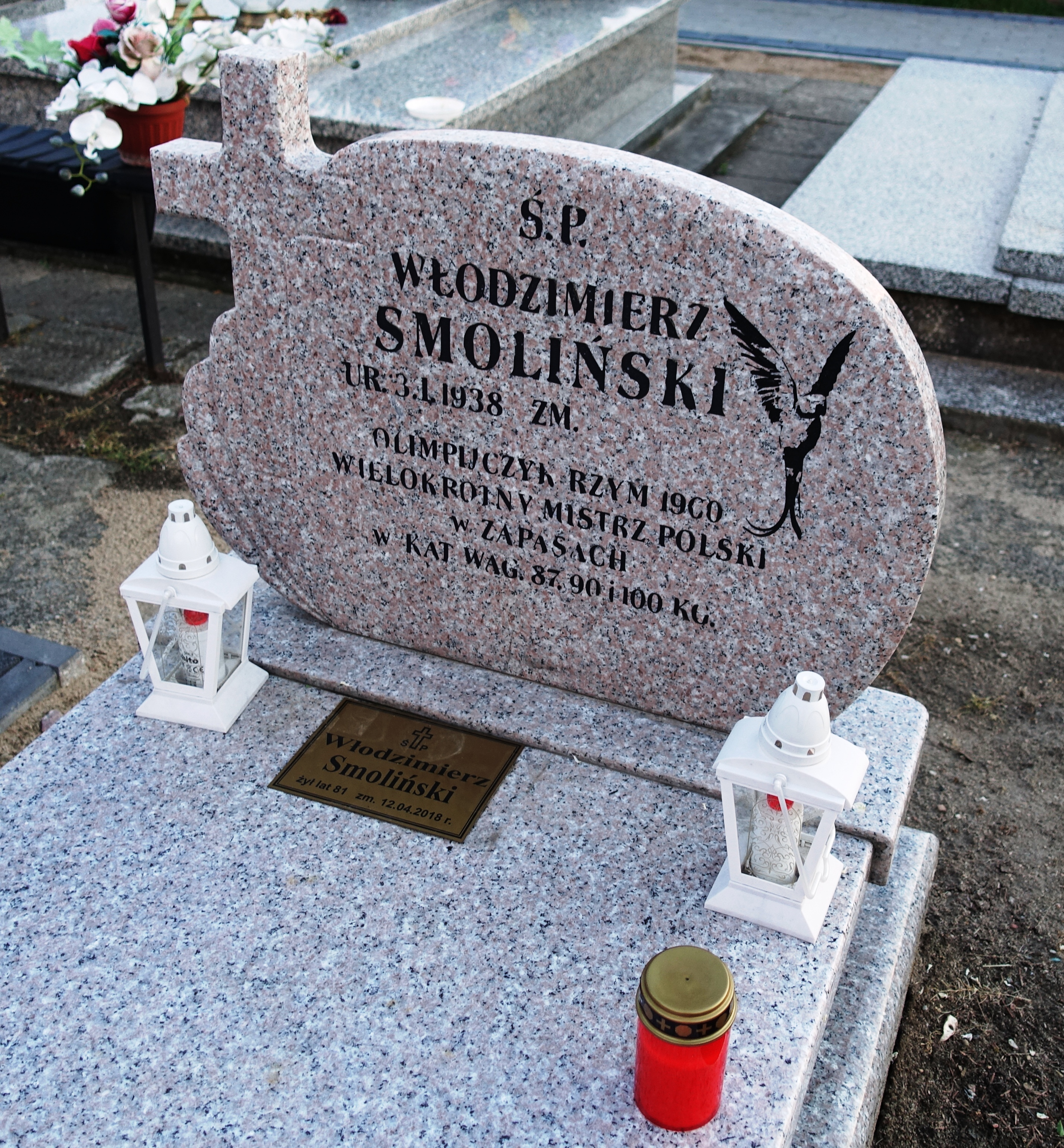
Grób Włodzimierza Smolińskiego w Czernicach Borowych.

- Grób Włodzimierza Smolińskiego w Czernicach Borowych.kategorii półciężkiej w latach 1961, 1966
- kategorii średniej w latach 1962, 1963

oraz sześciokrotny wicemistrz w stylu klasycznym.
W roku 1958 zdobył tytuł mistrza Polski w stylu wolnym w kategorii półciężkiej.
Na Igrzyskach olimpijskich w 1960 roku wystartował w kategorii półciężkiej. Po przegraniu dwóch walk i wygraniu jednej odpadł z turnieju, zajmując ostatecznie 11. miejsce.
Po zakończeniu kariery zawodniczej trener młodzieży w Legii Warszawa w latach 1976-1989. 
Znany hodowca papug. Zmarł 12 kwietnia 2018 roku w Warszawie.
Pochowany na cmentarzu w Czernicach Borowych w powiecie przasnyskim.